# Miechunka pomidorowa
Miechunka pomidorowa, m. lepka, m. skórzasta (Physalis philadelphica Lam.) – gatunek rośliny jednorocznej z rodziny psiankowatych. Miechunka pomidorowa pochodzi z Meksyku, Salwadoru i Gwatemali. Rozpowszechniona została w uprawie wielu ciepłych krajach. W Polsce jest uprawiana (rzadko) i przejściowo dziczejąca (efemerofit).

## Morfologia

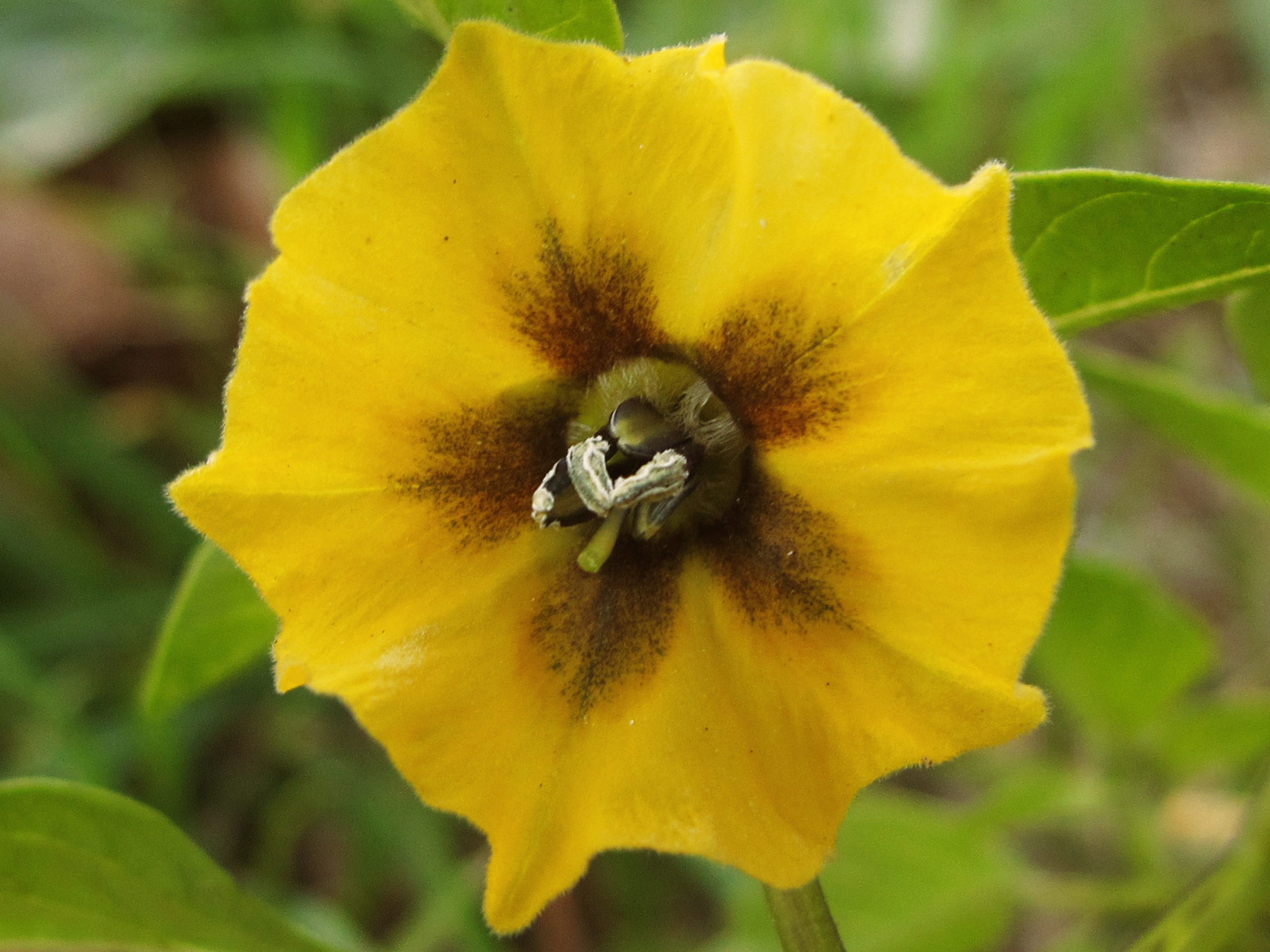
Kwiat

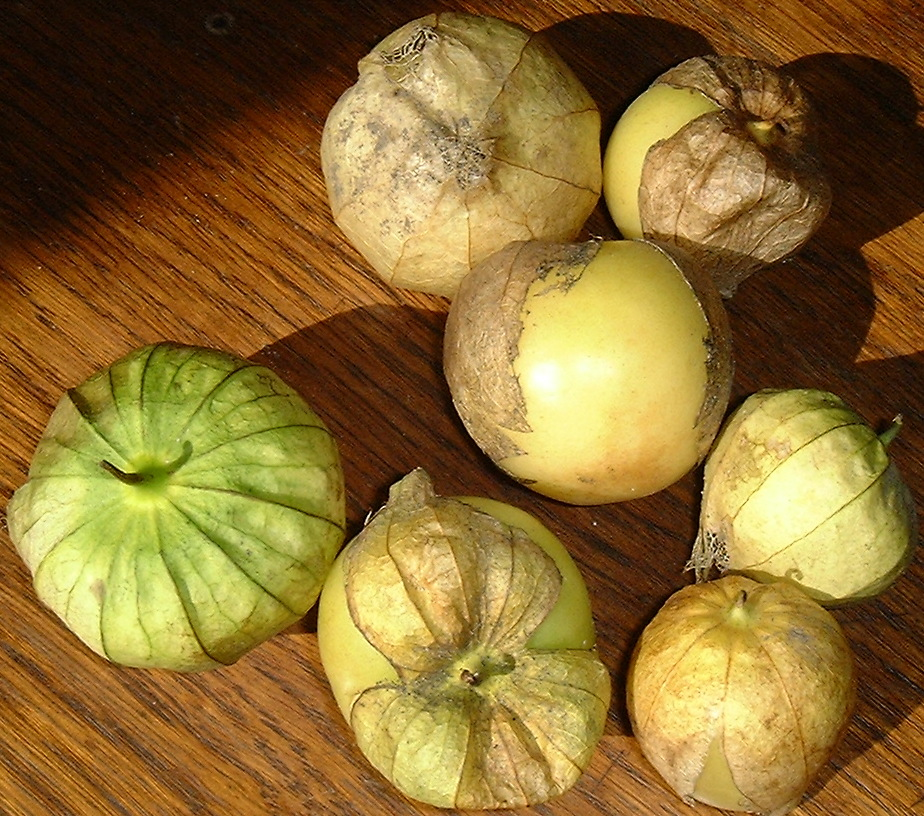
Owoce

PokrójRoślina ma wzrost sympodialny, silnie rozgałęzione łodygi, częściowo płożące. Jest prawie naga.
KorzeńSilnie rozrośnięty.
LiściePojedyncze.
KwiatyŻółte, podobne do kwiatów ziemniaka, obcopylne. Kwitnie cały czas aż do przymrozków.
OwoceŻółte lub fioletowe, w osłonie (skórzastym kielichu) podobnego koloru, skórka pokryta woskiem, ważą 50-75 g. Są to soczyste, dwukomorowe jagody. W środku znajduje się dużo drobnych nasion. Owocuje obficie i regularnie.

## Zastosowanie
Roślina uprawnaUprawiana jako warzywo.
Sztuka kulinarnaOwoce można spożywać na surowo, choć w takiej postaci nie mają wielkich walorów. Dodawane są do sałatek, sosów, przetworów, ciepłych dań. Stanowią podstawowy składnik meksykańskiej salsa verde (zielony sos). Wartość odżywcza: Witamina C: 7,1 – 15,7% (mniej od pomidora), flawonoid – kwercetyna, minimalna zawartość saponozonów.